# Anastasios Gavrilis
Anastasios Gavrilis (grekiska: Αναστάσιος Γαβριλης), född 21 december 1952, är en grekisk seglare. Han tog en bronsmedalj i Soling vid olympiska sommarspelen 1980 i Moskva tillsammans med Tasos Bountouris och Aristidis Rapanakis.